# Niklas Hedl
Niklas Hedl (Bécs, 2001. március 17. –) osztrák válogatott labdarúgó, a Rapid Wien játékosa.

## Pályafutása

### Klubcsapatokban
2007-ben került a Rapid Wien akadémiájára, ahol végig járta a korosztályos csapatokat. 2018. augusztus 24-én debütált a harmadosztályban a tartalékok között az SV Schwechat ellen. 2020. szeptember 13-án a másodosztályban is debütált az FC Liefering ellen. 2022. február 20-án az első csapatban is bemutatkozott a Sturm Graz elleni 2–2-re végződő bajnoki találkozón. Kétnappal később a holland SBV Vitesse elleni UEFA Európa Konferencia Liga nyolcaddöntőjének rájátszásán debütált a nemzetközi kupában. Április 27-én a 81. percben kiállították az Austria Klagenfurt elleni bajnoki mérkőzésen.

### A válogatottban
Többszörös korosztályos válogatott. 2022. november 16-án mutatkozott be a felnőtt válogatottban Andorra elleni barátságos mérkőzésen a második félidő kezdetén Alexander Schlager cseréjeként. 2024. június 7-én Ralf Rangnick szövetségi kapitány 26 fős keretébe bekerült, amely a 2024-es labdarúgó-Európa-bajnokságra utazott.

## Család
Édesapja Raimund Hedl szintén labdarúgó a Rapid Wien kapusedzője. Testvére Tobias Hedl a Rapid korosztályos csapatainak a tagja.

## Statisztika

### Klub
2023. március 12-én frissítve.
| Klub          | Szezon   | Bajnokság             | Bajnokság | Bajnokság | Kupa  | Kupa  | Nemzetközi | Nemzetközi | Egyéb | Egyéb | Összesen | Összesen |
| Klub          | Szezon   | Bajnokság             | Mérk.     | Gólok     | Mérk. | Gólok | Mérk.      | Gólok      | Mérk. | Gólok | Mérk.    | Gólok    |
| ------------- | -------- | --------------------- | --------- | --------- | ----- | ----- | ---------- | ---------- | ----- | ----- | -------- | -------- |
| Rapid Wien II | 2017–18  | Osztrák Regionalliga  | 0         | 0         | 0     | 0     | —          | —          | —     | —     | 0        | 0        |
| Rapid Wien II | 2018–19  | Osztrák Regionalliga  | 18        | 0         | 0     | 0     | —          | —          | —     | —     | 18       | 0        |
| Rapid Wien II | 2019–20  | Osztrák Regionalliga  | 8         | 0         | 0     | 0     | —          | —          | —     | —     | 8        | 0        |
| Rapid Wien II | 2020–21  | Osztrák Second League | 22        | 0         | 0     | 0     | 0          | 0          | —     | —     | 22       | 0        |
| Rapid Wien II | 2021–22  | Osztrák Second League | 7         | 0         | 0     | 0     | 0          | 0          | —     | —     | 7        | 0        |
| Rapid Wien II | Összesen | Összesen              | 55        | 0         | 0     | 0     | 0          | 0          | —     | —     | 55       | 0        |
| Rapid Wien    | 2021–22  | Osztrák Bundesliga    | 10        | 0         | 0     | 0     | 1          | 0          | —     | —     | 11       | 0        |
| Rapid Wien    | 2022–23  | Osztrák Bundesliga    | 21        | 0         | 3     | 0     | 6          | 0          | —     | —     | 30       | 0        |
| Rapid Wien    | Összesen | Összesen              | 31        | 0         | 3     | 0     | 7          | 0          | 0     | 0     | 41       | 0        |
| Összesen      | Összesen | Összesen              | 86        | 0         | 3     | 0     | 7          | 0          | 0     | 0     | 96       | 0        |

### Válogatott
2022. november 16-án frissítve.
| Ausztria | Ausztria        | Ausztria |
| Év       | Pályára lépések | Gólok    |
| -------- | --------------- | -------- |
| 2022     | 1               | 0        |
| 2023     | 0               | 0        |
| Összesen | 1               | 0        |